# Тонгипара (подокруг)
Тонгипара (бенг. টুঙ্গিপাড়া, англ. Tungipara) — подокруг в центральной части Бангладеш в составе округа Гопалгандж. Образован в 1995 году. Административный центр — город Тонгипара. Площадь подокруга — 127,25 км². По данным переписи 1991 года численность населения подокруга составляла 88 102 человека. Плотность населения равнялась 692 чел. на 1 км². Уровень грамотности населения составлял 33,3 %. Религиозный состав: мусульмане — 65,05 %, индуисты — 34,74 %, прочие — 0,21 %.